# 康元餅乾廠
康元餅乾廠 (新加坡) 私人有限公司，簡稱康元餅乾廠 (新加坡) 私人、康元餅乾廠 (新加坡)，以及康元餅乾廠（英語：Khong Guan Biscuit Factory (Singapore) Private Limited），在1946年由已故周子敬兄弟創立。
現時唯一主要業務是經營及生產各類餅乾食品，包括梳打餅、威化餅、提子餅等產品，總部位於338 Jalan Boon Lay Singapore 619526。現任董事長為周树坚。

## 連結
- KhongGuan.com.sg （页面存档备份，存于）